# Шильонский замок
Замок Шильон (фр. Château de Chillon), известный в русскоязычной литературе как Шильо́нский за́мок, расположен на Швейцарской Ривьере, у кромки Женевского озера, в 3 км от города Монтрё, между населёнными пунктами Вейто и Вильнёв. Замок представляет собой комплекс из 25 элементов разного времени постройки.

## Расположение

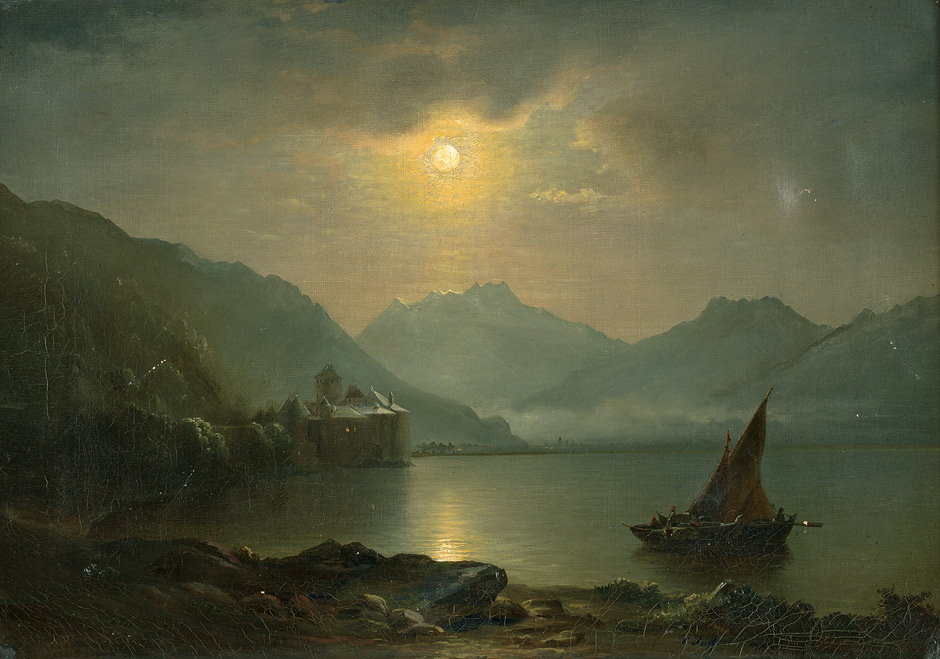
Лунный свет над Шильонским замком, К. Ф. Зейферт, 1875

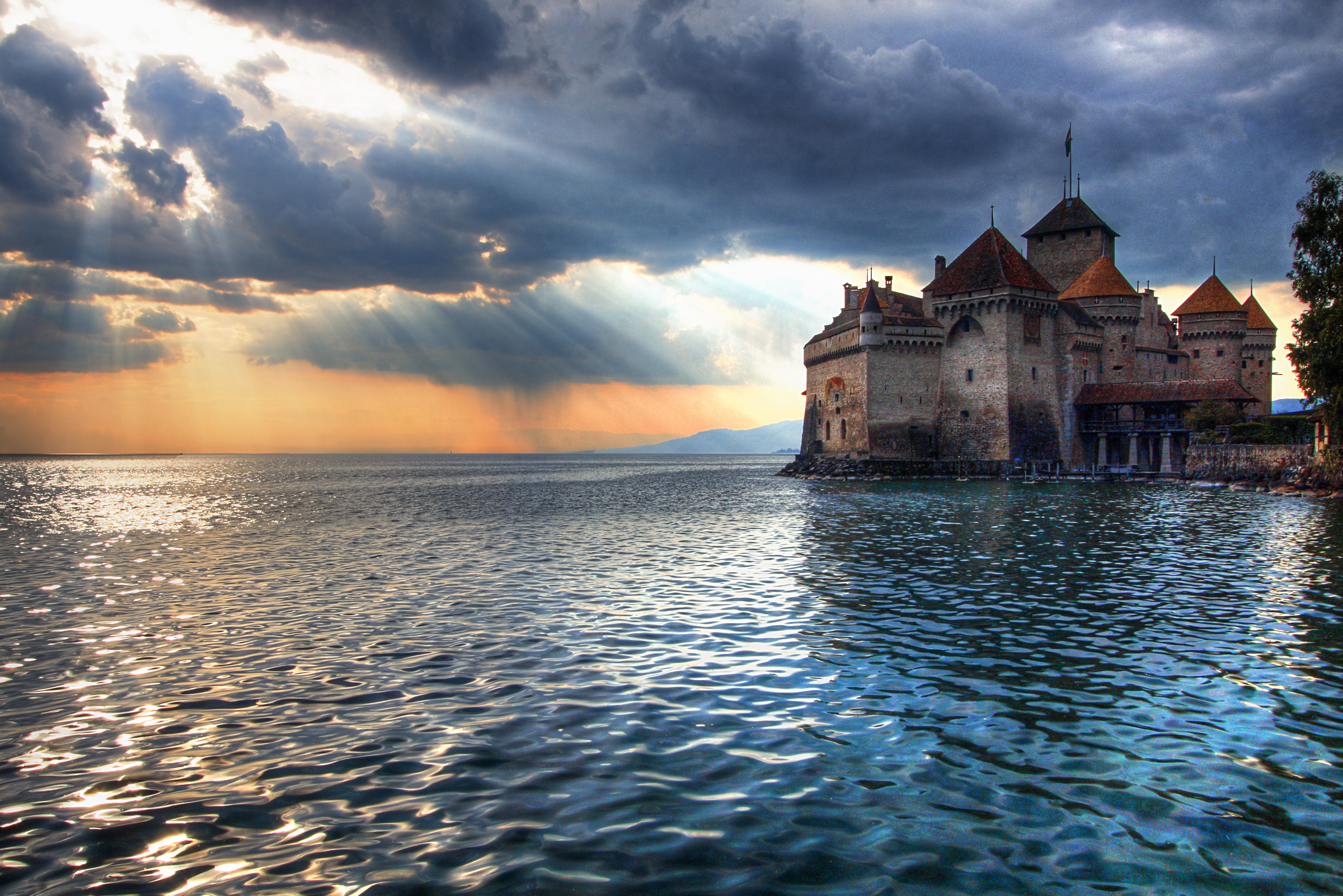
Замок на закате

Шильонский замок стоит на скале, незначительно возвышающейся над поверхностью озера, и соединён с берегом мостом. Сочетание природных условий и особенностей постройки позволяли замку контролировать стратегически важную дорогу, пролегавшую между озером и горами. Долгое время эта дорога к Сен-Бернарскому перевалу служила единственным транспортным путём из Северной Европы в Южную. Она не утратила своего значения до сих пор, и всего в 200 м от замка можно видеть построенное на пятидесятиметровых пилонах и как бы парящее над замком шоссе Е27, соединяющее Швейцарию и Италию.
Сторона, которой замок обращён к дороге, представляет собой каменную стену, укреплённую тремя башнями. На противоположной стороне расположена жилая часть замка. Глубина озера делала внезапное нападение с этой стороны маловероятным.

## История

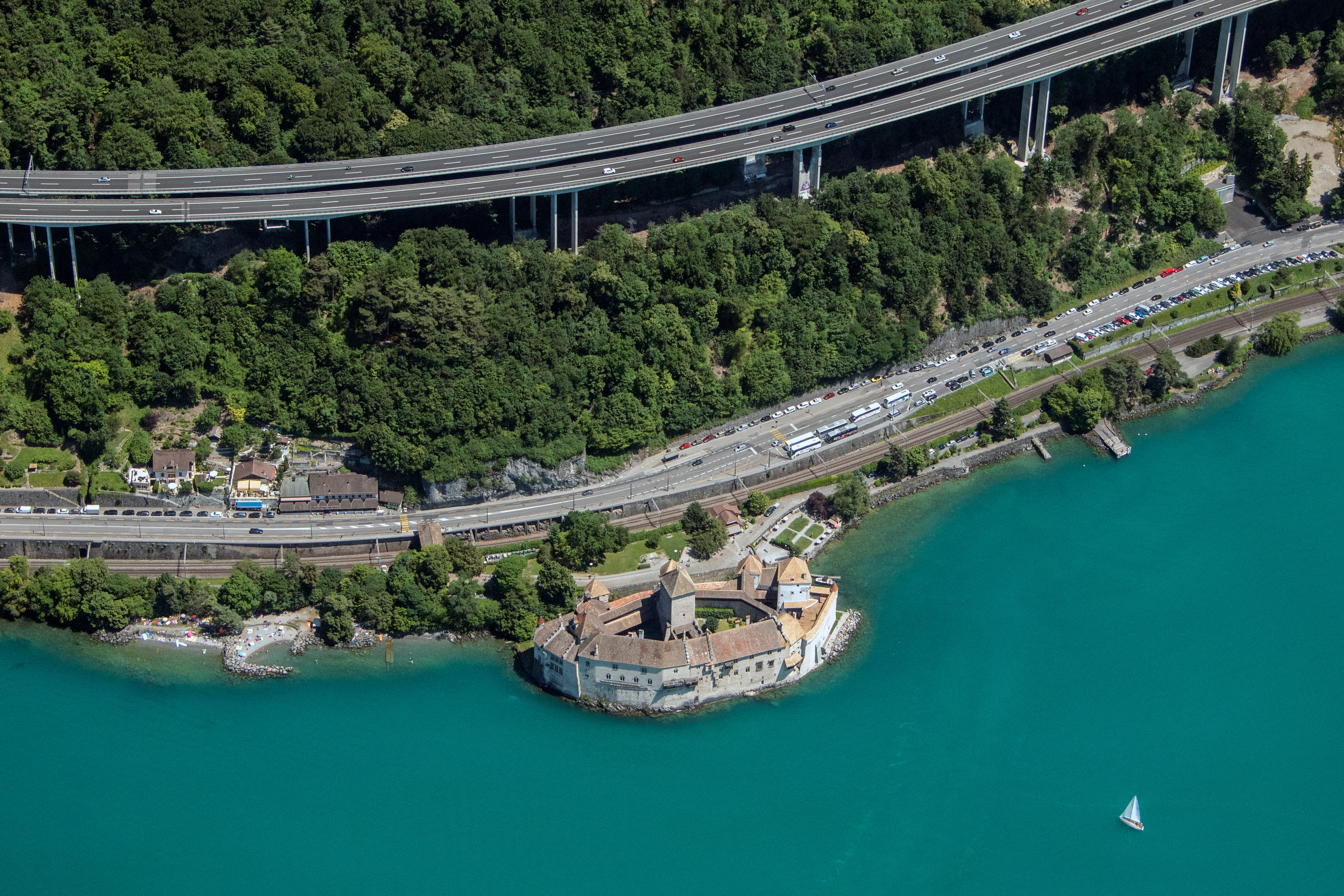
Вид замка

Первое летописное упоминание замка как резиденции графов Савойских относится к 1160 году, хотя, по некоторым сведениям, замок мог быть заложен ещё раньше, в IX веке. Во время раскопок в 1896 году были найдены следы пребывания на этом месте римлян — в частности, римские монеты.
В период правления графа Савойи Петра II замок был укреплён и расширен придворным архитектором Пьером Менье. Активная перестройка замка продолжалась вплоть до XV века. Именно в этот период были возведены основные сооружения, определившие его исторический облик.
Традиционно замок служил также тюрьмой. Франкский император Людовик Благочестивый держал здесь в заключении аббата Валу из Корвея. В середине XIV века, во время эпидемии чумы, в замке содержались и подвергались пыткам евреи, которых обвиняли в отравлениях источников воды.
По мере того, как Сен-Бернарский перевал стал уступать по значимости находящемуся восточнее Шильона перевалу Сен-Готард, значение замка как оборонительного сооружения постепенно падало, и он всё чаще использовался лишь как место заключения.
В Шильонском замке происходит действие поэмы Джорджа Байрона «Шильонский узник» (1816). Исторической основой для поэмы послужило заключение в замке по приказу Карла III Савойского Франсуа Бонивара в 1530—1536 годах. 29 марта 1536 года после осады замок взят бернцами, а Бонивар освобождён . Благодаря поэме Байрона заключение Бонивара стало одним из наиболее известных эпизодов в истории замка. Многое для романтизации образа замка сделали также Жан-Жак Руссо, Перси Шелли, Виктор Гюго и Александр Дюма.
В 1536—1798 годах замок находился в руках бернцев, а в 1803 году, с объявлением независимости кантона Во, перешёл в его распоряжение. С начала XIX века и по настоящее время в замке расположен музей.
В 2020, в связи с пандемией COVID-19, замок был временно закрыт для посещения до 8 июня 2020 г.

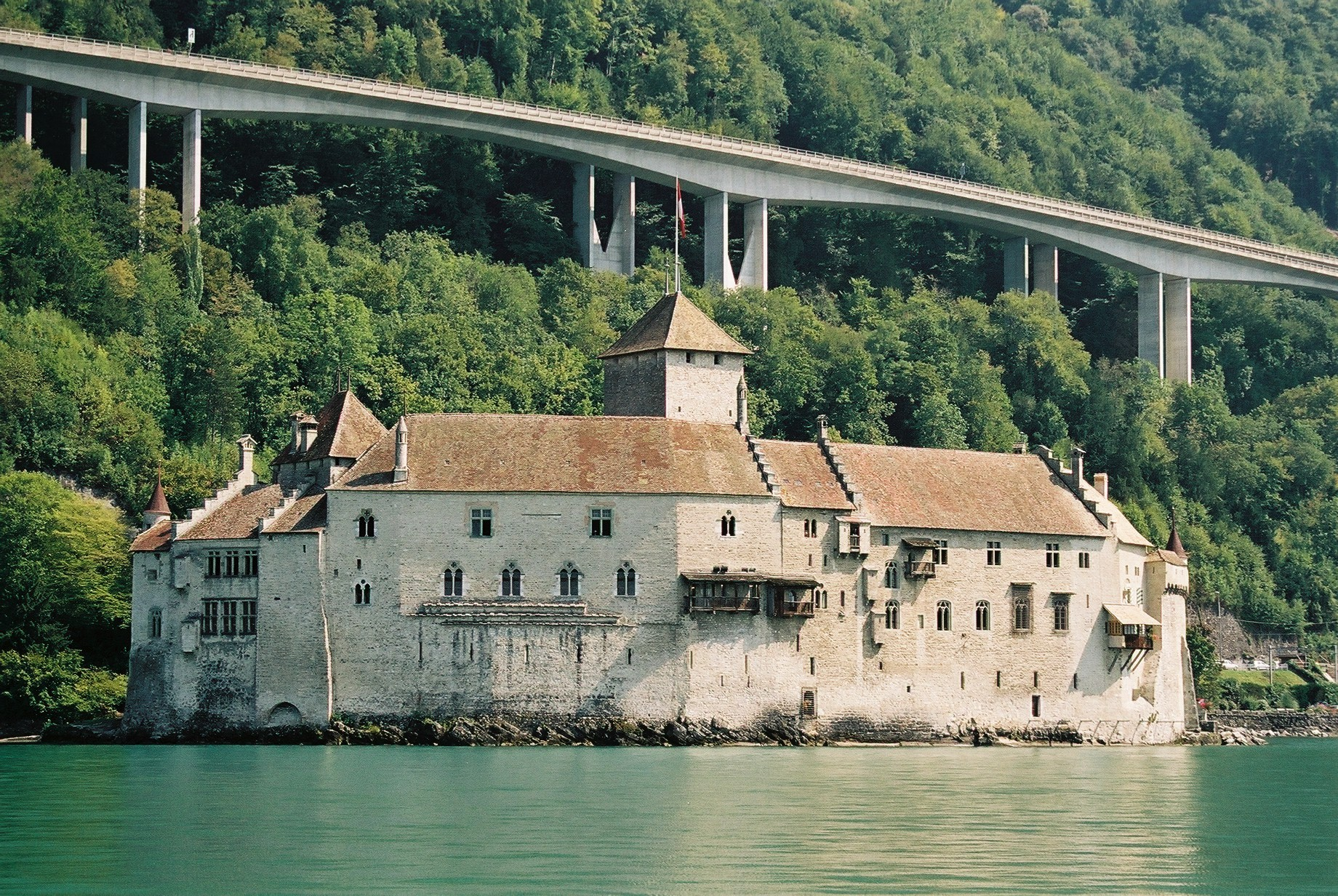
Вид с запада
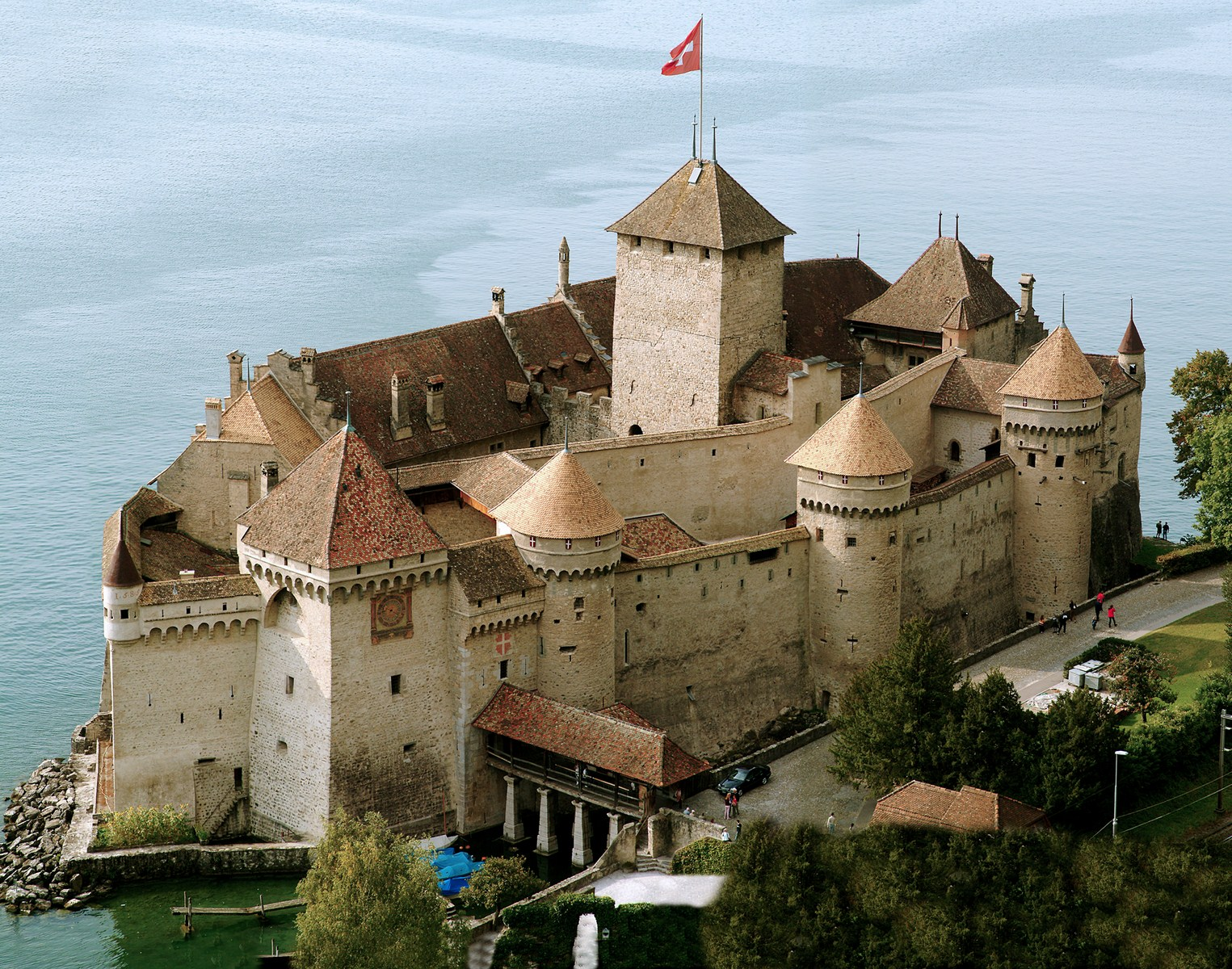
Вид сверху
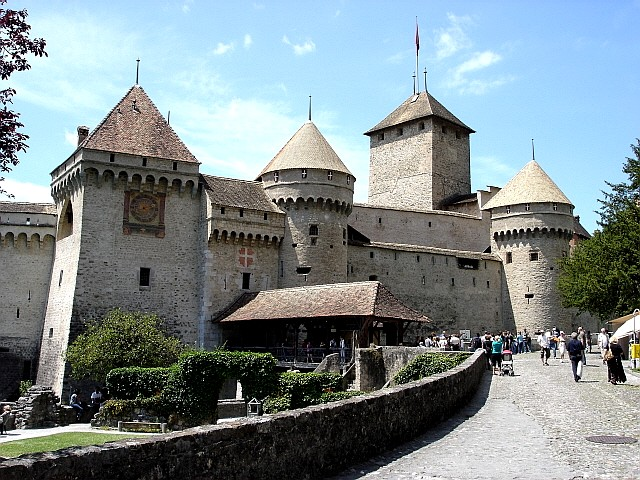
Вид с берега
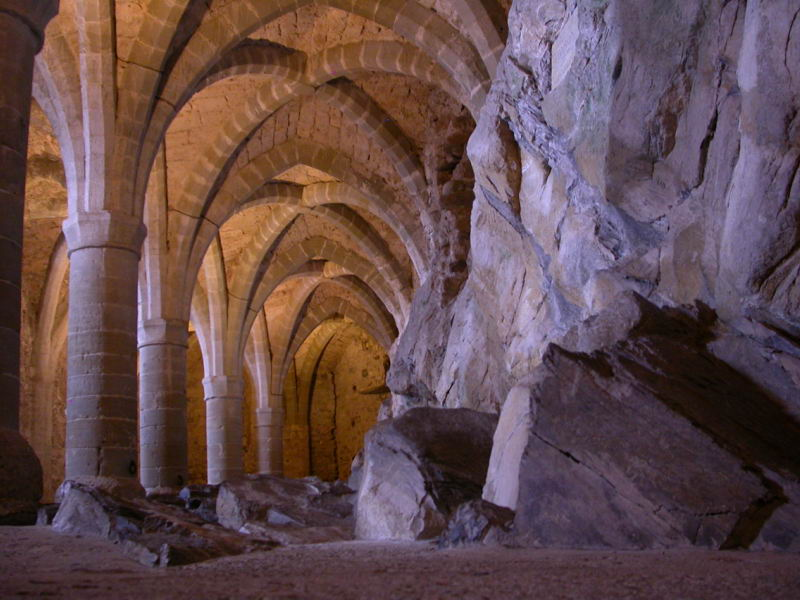
Склеп
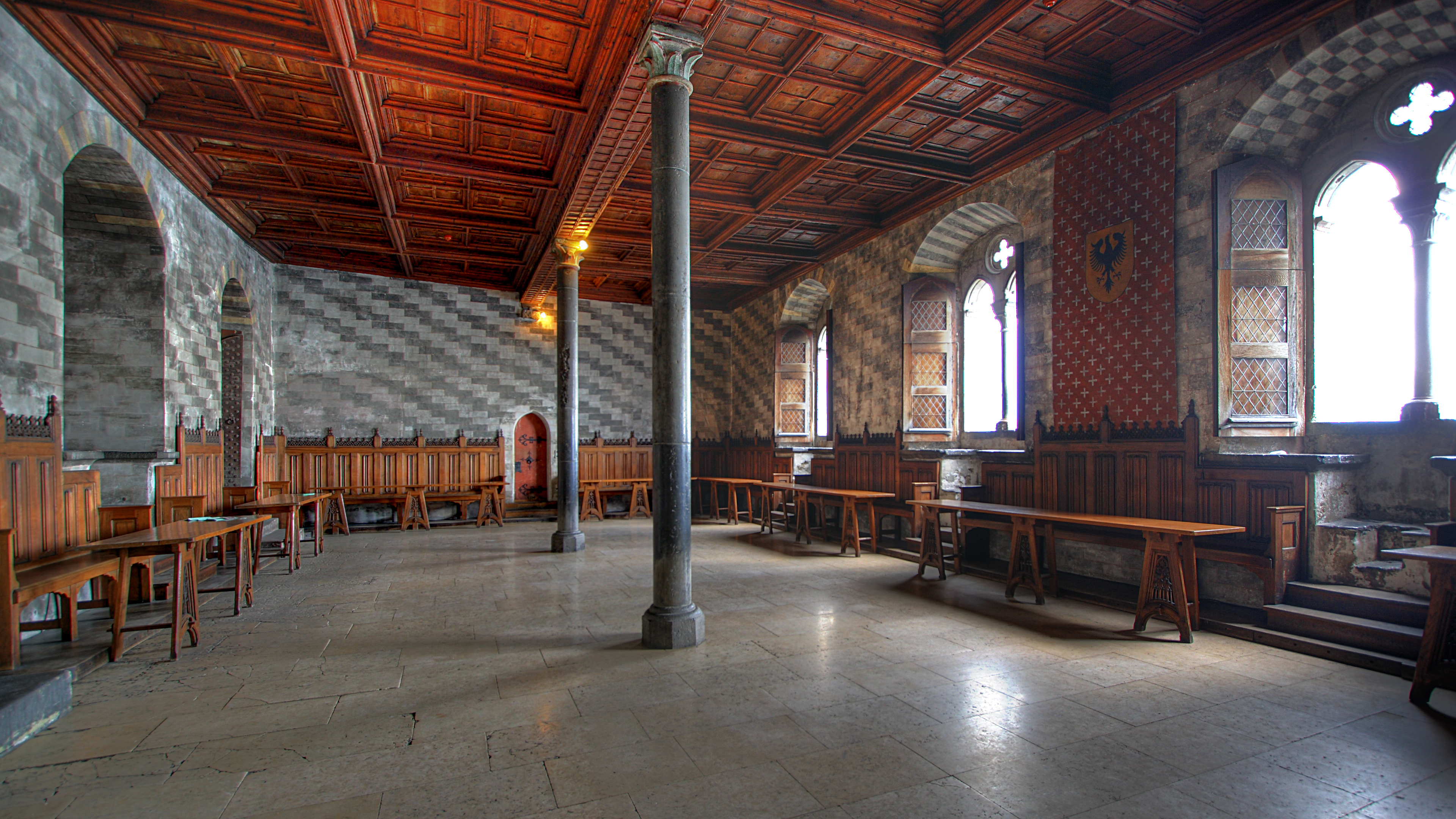
Графский большой зал
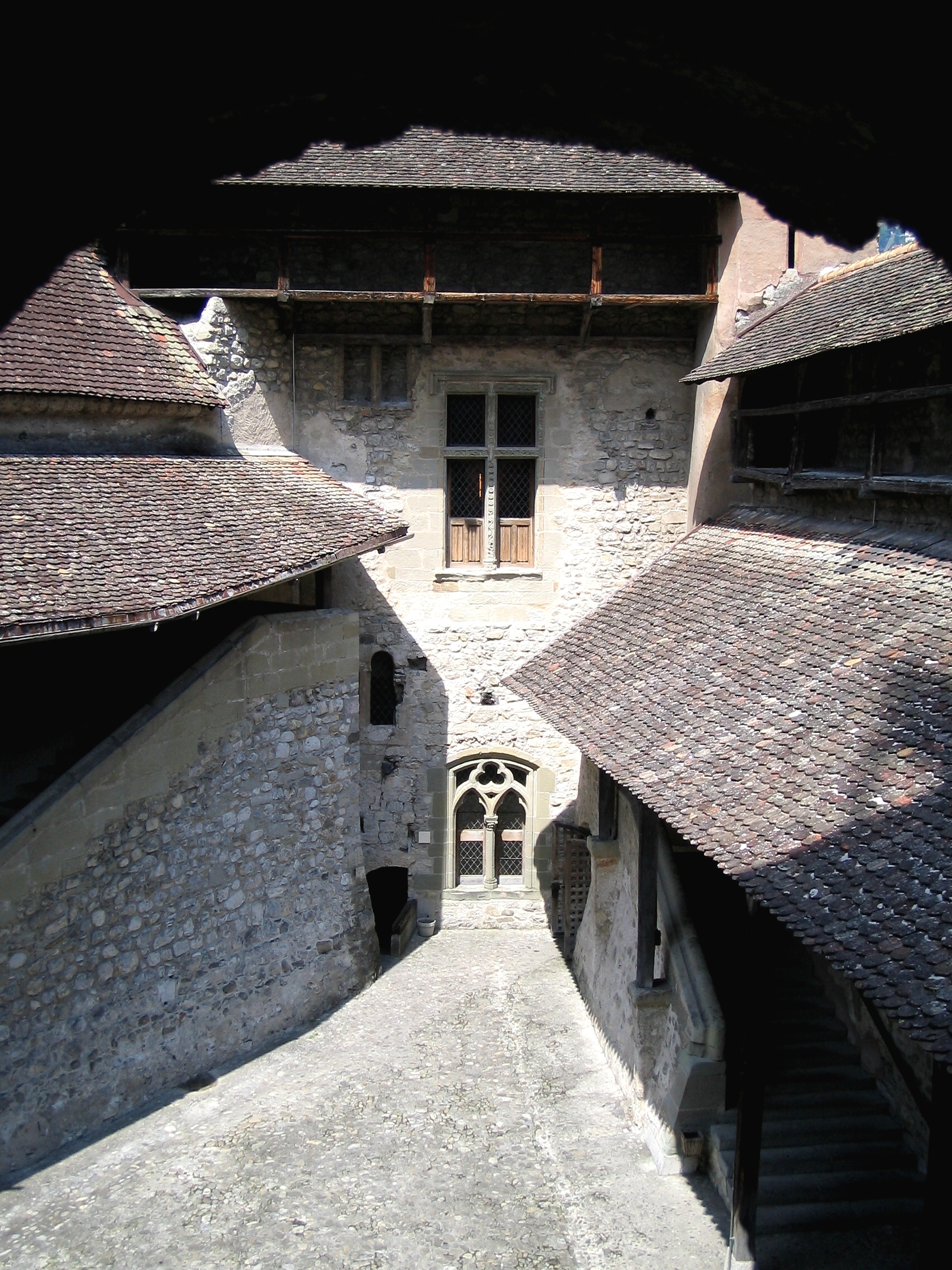
Внутренний двор
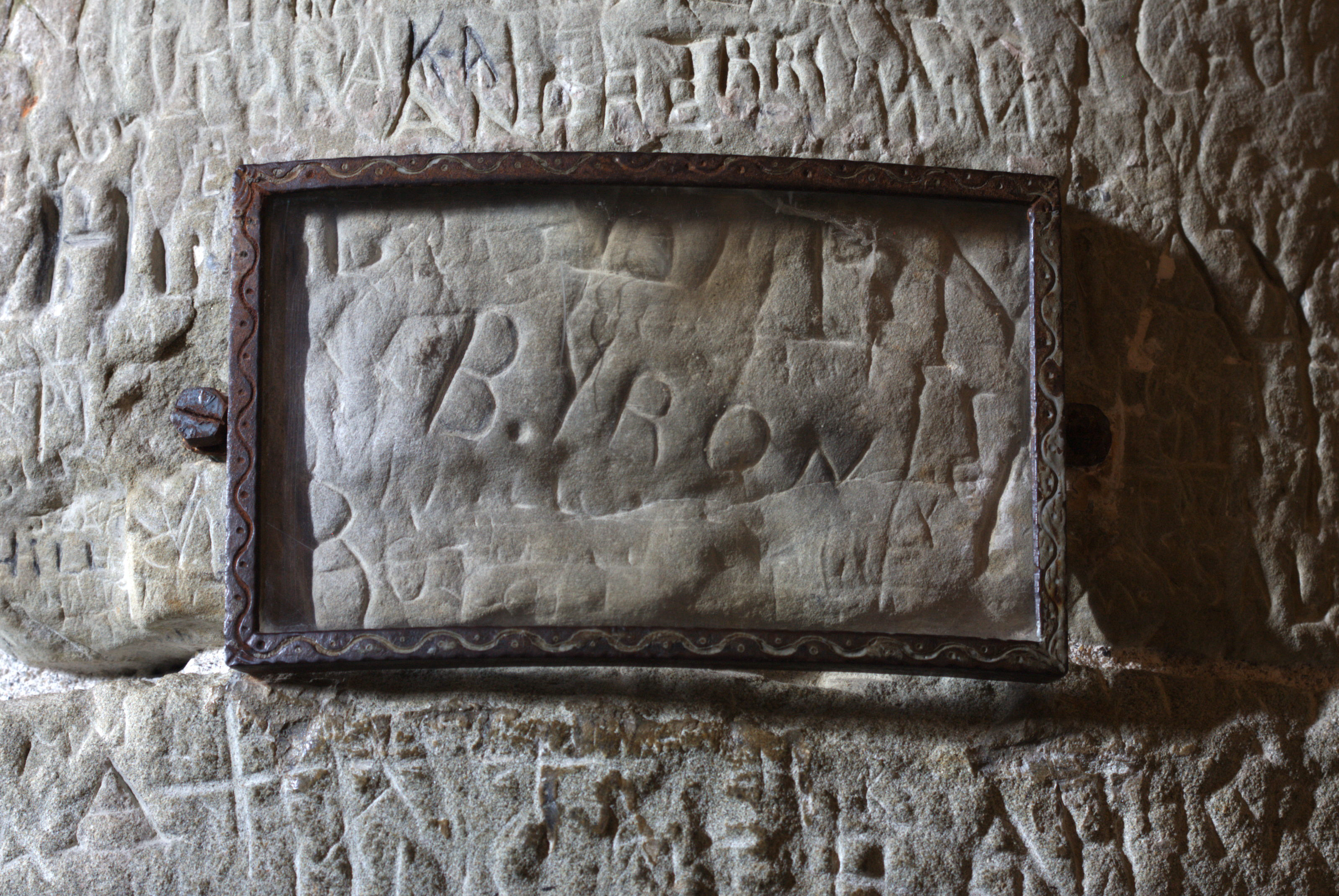
Автограф Лорда Байрона в казематах
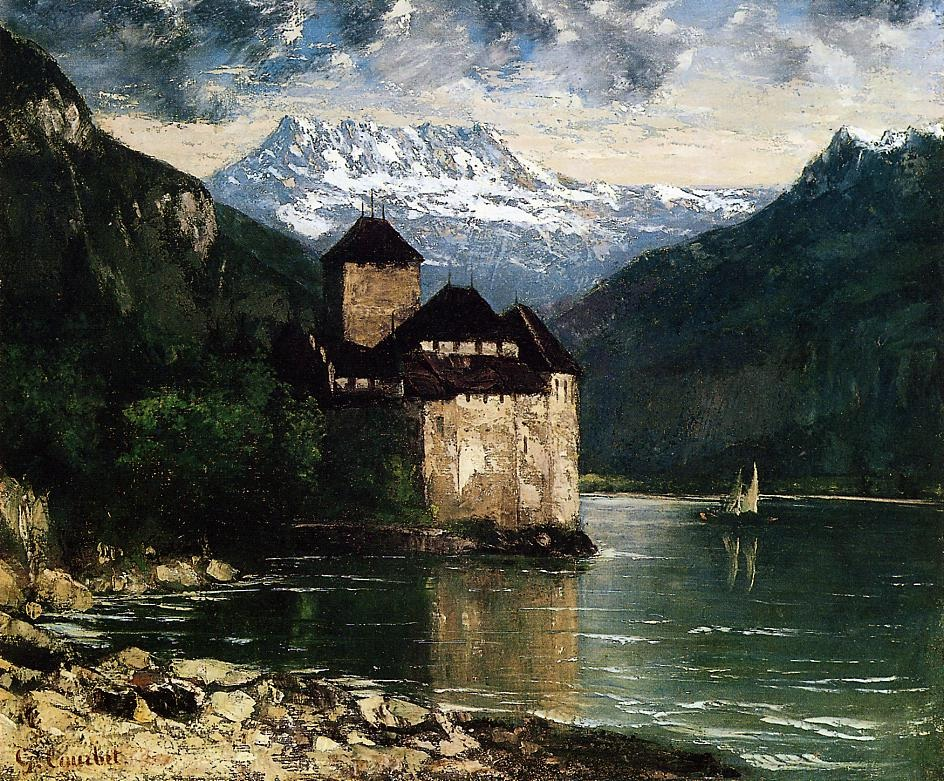
картина Chateau du Chillon кисти Гюстава Курбе, 1875
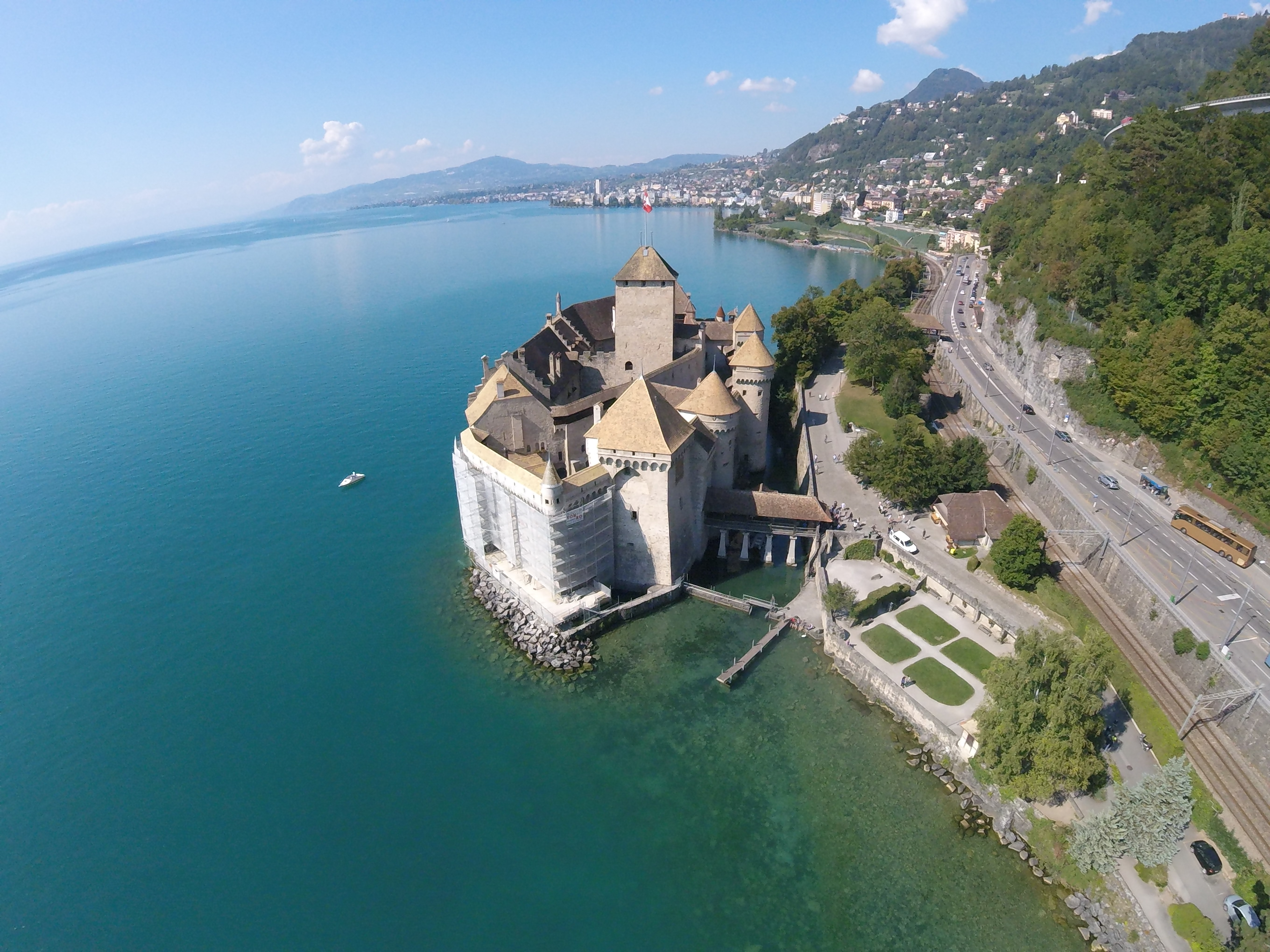
Шильонский замок, аэроснимок